# Michael Skubl

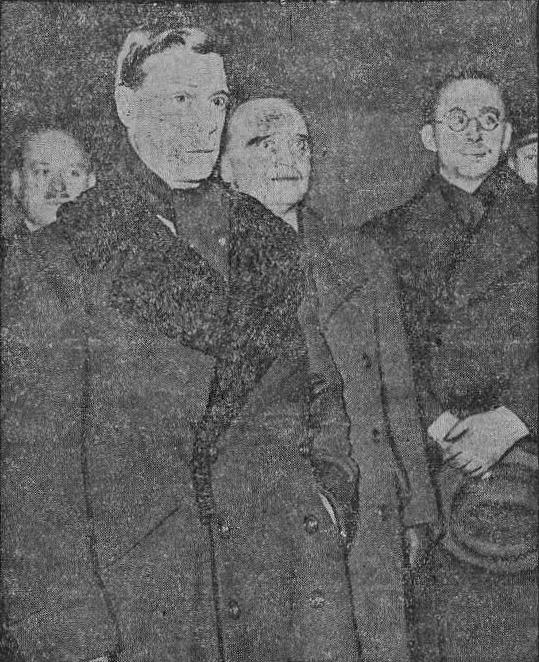
Von rechts: Eugeniusz Hinterhoff (polnischer Pressekorrespondent), Michael Skubl und ehem. englischer König, Edward VIII. Windsor, nach dem Austritt vom Westbahnhof in Wien (Dezember 1936)

Michael Skubl (* 27. September 1877 in Bleiburg, Österreich-Ungarn; † 24. Februar 1964 in Wien) war österreichischer Polizist und Politiker (VF).
Zwischen 1929 und 1933 hat er als Zentralinspektor der Wiener Sicherheitswache, der uniformierten Polizei, gewirkt, als Polizeipräsident war er von 1934 bis 1938 Leiter der Bundespolizeidirektion Wien.

Vom 20. März 1937 bis zum 13. März 1938 war Skubl gleichzeitig Staatssekretär im Bundeskanzleramt für Angelegenheiten der Sicherheit bzw. des Sicherheitswesens in den Regierungen Schuschnigg und Seyß-Inquart (III. Kabinett bis 16. Februar 1938, IV. bis 11. März und Kabinett Seyß-Inquart bis 13. März).

## Studium
Skubl studierte an der Universität Wien Jus und war Alter Herr der 1901 gegründeten Tafelrunde deutscher Kärntner Hochschüler in Wien, die seit 1919 Kärntner Landsmannschaft der Wiener Hochschulen hieß. 1921 schrieb Skubl für diese Studentenverbindung das Farbenlied.

## Dienst im Ständestaat
Michael Skubl wurde – er war damals Polizeivizepräsident – bekannt, als er die NS-Politiker Hans Frank, Hanns Kerrl und Roland Freisler, die zu einer Juristentagung angereist waren, am 13. März 1933 am Wiener Flughafen mit den Worten begrüßte, dass ihr Besuch „nicht besonders erwünscht“ sei.
Die Bestellung Skubls zum Polizeipräsidenten erfolgte in der Zeit des diktatorischen Ständestaats im Oktober 1934 durch Bundeskanzler Schuschnigg. Skubls Vorgänger, der erst 1933 bestellte Eugen Seydel, wurde als Sündenbock für die unzureichenden polizeilichen Abwehrmaßnahmen gegen den nationalsozialistischen Juliputsch, der mit der Ermordung von Bundeskanzler Engelbert Dollfuß verbunden war, pensioniert.
Nach den Drohungen Hitlers bei ihrem Treffen vom 12. Februar 1938 auf dem Berghof (Obersalzberg) und dem Berchtesgadener Abkommen musste Schuschnigg Arthur Seyß-Inquart am 15. Februar das Amt des Innenministers mit dem Sicherheitswesen übertragen. „Allerdings wurde Staatssekretär Skubl“, wie der deutsche Geschäftsträger in Wien am 17. Februar nach Berlin berichtete, „in seiner bisherigen Funktion als Leiter des Sicherheitswesens belassen und zugleich zum Generalinspizierenden für die gesamte Exekutive, einschließlich der Gendarmerie, ernannt.“ Der Geschäftsträger rechnete Skubl zur „engeren Gefolgschaft Schuschniggs“.

## Zeuge der NS-Machtübernahme
Nach dem von Hermann Göring ultimativ geforderten Rücktritt Schuschniggs am Nachmittag des 11. März 1938 war Skubl unter jenen Politikern, denen Bundespräsident Wilhelm Miklas knapp vor 16 Uhr die Kanzlerschaft antrug. Doch Skubl lehnte wie schon zuvor in einem Gespräch mit Schuschnigg ab. Er befürchtete, die Ernennung eines bekannten NS-Gegners würde Hitler zum sofortigen Einmarsch provozieren. Miklas ernannte Skubl schließlich noch in der gleichen Nacht zum Staatssekretär für Sicherheitswesen in der Regierung Seyß-Inquart. 
Am 12. März landete der Reichsführer SS und Chef der Deutschen Polizei, Heinrich Himmler, um 4:30 Uhr auf dem Wiener Flughafen Aspern und wurde dort unter anderen von Skubl und Ernst Kaltenbrunner empfangen. Unter den Begleitern Himmlers befand sich August Meyszner, ein ehemaliger österreichischer Polizeioffizier, der wegen seiner Beteiligung am NS-Juliputsch nach Deutschland geflüchtet war.
Die Rückkehr Meyszners bewog Skubl seinen Worten zufolge, bei Seyß-Inquart am 13. März 1938 seinen (inzwischen von Himmler schon urgierten) Rücktritt einzureichen und als Polizeipräsident um Pensionierung anzusuchen. Seyß-Inquart habe ihm, wie Skubl später vor dem Internationalen Militärgerichtshof in Nürnberg erklärte, das Vertrauen ausgesprochen, seinen Abgang jedoch genehmigt. 
In seiner Denkschrift an den Nürnberger Gerichtshof behauptete Seyß-Inquart, er habe sich Wünschen, gegen Skubl ein Verfahren einzuleiten oder wenigstens seine Pension zu streichen, widersetzt und bei Himmler dafür interveniert, Skubl lediglich mit einer 25-prozentigen Pensionskürzung zu belegen. Skubls Nachfolge als Staatssekretär trat noch am 13. März 1938 Ernst Kaltenbrunner an; dieser war anwesend, als die Regierung das Anschlussgesetz (Bundesverfassungsgesetz über die Wiedervereinigung Österreichs mit dem Deutschen Reich) verabschiedete, das sofort in Kraft trat.
Michael Skubl wurde in seiner Dienstwohnung verhaftet. Am 24. Mai 1938 brachte ihn die Gestapo nach Kassel und wies ihm diese Stadt als Zwangsaufenthalt zu; erst 1946 konnte er nach Wien zurückkehren.
Der deutsche Außenamts-Staatssekretär Ernst von Weizsäcker notierte am 16. Mai 1938, es sei „verständlich, daß die harten Unterdrückungsmethoden, die das verflossene Regime gegenüber der nationalen Bevölkerung angewandt hat, nach dem Umbruch eine Reaktion auslösen mußten.“ Deshalb seien führende Ständestaatsfunktionäre wie Staatssekretär Skubl verhaftet worden. Als Weizsäcker am 5. Juli 1938 mit Reinhard Heydrich, dem Chef der Sicherheitspolizei, über „die Abwicklung in Österreich schwebender Fälle von Verhaftungen“ sprach, habe er erfahren, dass Skubl frei sei.
1947 trat Skubl als Zeuge im Hochverratsprozess gegen Guido Schmidt vor dem Wiener Volksgericht auf. am 24. Februar 1964 verstarb er in Wien. Er wurde auf dem am Wiener Zentralfriedhof bestattet.